# Joseph Chappe
Pour les articles homonymes, voir Chappe.
Joseph Marc Jean-Baptiste Chappe, né le 4 août 1888 à Mont-Bernanchon, dans le département du Pas-de-Calais, et mort le 12 octobre 1960, est évêque du Puy-en-Velay (Haute-Loire).   

## Biographie
Joseph Chappe entre au petit séminaire d'Arras puis au grand séminaire. Il est incorporé au 72e régiment d'infanterie en 1909, puis il entre au séminaire français de Rome en 1913. Blessé à deux reprises durant la Première Guerre mondiale, il obtient le grade de lieutenant, reçoit trois citations (les 25 juin 1916, 19 juillet 1917 et 6 juillet 1918) et deux décorations (la croix de guerre avec palmes puis la croix de la Légion d'honneur).
Après sa démobilisation, il devient professeur puis directeur du grand séminaire d'Arras. Durant les années 1920, il participe aux bénédictions des monuments aux morts élevés dans le Pas-de-Calais. Ainsi, il prononce en chaire le discours inaugural du monument aux morts de la guerre et des médaillés du travail  de la compagnie des mines de Béthune, à Bully-les-Mines.
Il est nommé au siège épiscopal du Puy-en-Velay (Haute-Loire) par le pape Pie XII. Son sacre a lieu dans la cathédrale d'Arras, le 11 octobre 1949, jour de la fête de la Maternité de Marie. Cinq archevêques et neuf évêques sont présents à la cérémonie présidée par le cardinal Liénart. Victor Jean Perrin, évêque d'Arras, est le prélat consécrateur. Il est assisté d'Evrard, évêque de Dionypolis, et de Le Bellec, évêque de Vannes.
Joseph Chappe est, depuis le 14 octobre 1946, secrétaire général de l'Association du Monument de Notre-Dame de Lorette, alors présidée par Victor Jean Perrin, évêque d'Arras.

## Distinctions
- Chevalier de la Légion d'honneur (16 mars 1921)[2]
- Croix de guerre 1914–1918